# بيير كامارا
بيير كامارا (بالفرنسية: Pierre Camara)‏ هو منافس ألعاب قوى فرنسي، ولد في 10 سبتمبر 1965 في كاستر في فرنسا.

## وصلات خارجية
- بيير كامارا على موقع الاتحاد الدولي لألعاب القوى (الإنجليزية)
- بيير كامارا على موقع الاتحاد الفرنسي لألعاب القوى (الفرنسية)
- بيير كامارا على موقع أوليمبيديا (الإنجليزية)